# داریوس واسل
داریوس واسل (به انگلیسی: Darius Vassell) زادهٔ ۱۳ ژوئن ۱۹۸۰ بازیکن فوتبال اهل انگلستان بود که سابقهٔ بازی در تیم ملی فوتبال انگلستان را در کارنامهٔ خود دارد. وی در تاریخ ۱۳ فوریه ۲۰۰۲ نخستین بازی ملی خود را در مقابل تیم ملی فوتبال هلند انجام داد و با حضور در ۲۲ بازی ملی، در تاریخ ۲۴ ژوئن ۲۰۰۴ واپسین بازی ملی‌اش را در برابر تیم ملی فوتبال پرتغال برگزار کرد.
این بازیکن توانسته در بازی‌های ملی، ۶ گل به ثمر برساند.